# 1920–1921-es NHL-szezon
Az 1920–1921-es NHL-szezon a negyedik National Hockey League szezon volt. Négy csapat játszott egyenként 24 mérkőzést. A Stanley-kupát a National Hockey League-es Ottawa Senators nyerte a Pacific Coast Hockey Associationbeli Vancouver Millionaires ellen 3–2-es összesítéssel.

## A liga üzleti változásai
A Québec Bulldogs átköltözött a Hamiltonba és így lett a Hamilton Tigers.

## Alapszaksz
A Hamiltonnak gondjai akadtak Joe Malone leigazolásával de végül sikerült leigazolni. A Hamilton a legelső mérkőzésükön a Montréal Canadienszt 5–0-ra verte. Corbett Denneny hat gólt ütött a Toronto St. Patricks ellen január 26-án a 10–3-ra megnyert mérkőzésen. A testvére Cy Denneny is hat gólt ütött a Hamilton Tigers ellen 12–5-re megnyert mérkőzésen március 7-én. Az Ottawa nyerte a szezon első felét a második felét pedig a Toronto St. Patricks.

## Tabella
| A szezon első fele   | MSz | Gy | V | D | P  | ÜG | KG |
| -------------------- | --- | -- | - | - | -- | -- | -- |
| Ottawa Senators      | 10  | 8  | 2 | 0 | 16 | 49 | 23 |
| Toronto St. Patricks | 10  | 5  | 5 | 0 | 10 | 39 | 47 |
| Montréal Canadiens   | 10  | 4  | 6 | 0 | 8  | 37 | 51 |
| Hamilton Tigers      | 10  | 3  | 7 | 0 | 6  | 34 | 38 |

| A szezon második fele | MSz | Gy | V  | D | P  | ÜG | KG |
| --------------------- | --- | -- | -- | - | -- | -- | -- |
| Toronto St. Patricks  | 14  | 10 | 4  | 0 | 20 | 66 | 53 |
| Montréal Canadiens    | 14  | 9  | 5  | 0 | 18 | 75 | 48 |
| Ottawa Senators       | 14  | 6  | 8  | 0 | 12 | 48 | 52 |
| Hamilton Tigers       | 14  | 3  | 11 | 0 | 6  | 58 | 94 |

## Kanadai táblázat
| Játékos                  | Csapat                               | MSz | G  | A  | P  |
| ------------------------ | ------------------------------------ | --- | -- | -- | -- |
| Newsy Lalonde            | Montréal Canadiens                   | 24  | 33 | 10 | 43 |
| Babe Dye                 | Hamilton Tigers Toronto St. Patricks | 24  | 35 | 5  | 40 |
| Cy Denneny               | Ottawa Senators                      | 24  | 34 | 5  | 39 |
| Joe Malone               | Hamilton Tigers                      | 20  | 28 | 9  | 37 |
| Frank Nighbor            | Ottawa Senators                      | 24  | 19 | 10 | 29 |
| Reg Noble                | Toronto St. Patricks                 | 24  | 19 | 8  | 27 |
| Harry Cameron            | Toronto St. Patricks                 | 24  | 18 | 9  | 27 |
| George "Goldie" Prodgers | Hamilton Tigers                      | 24  | 18 | 9  | 27 |
| Corbett Denneny          | Toronto St. Patricks                 | 20  | 19 | 7  | 26 |
| Jack Darragh             | Ottawa Senators                      | 24  | 11 | 15 | 26 |

## Legjobb kapusok
| Játékos        | Csapat               | MSz | JI   | Gy | V  | D | KG  | SO | KGÁ  |
| -------------- | -------------------- | --- | ---- | -- | -- | - | --- | -- | ---- |
| Clint Benedict | Ottawa Senators      | 24  | 1462 | 14 | 10 | 0 | 75  | 2  | 3.08 |
| Jake Forbes    | Toronto St. Patricks | 20  | 1221 | 13 | 7  | 0 | 78  | 0  | 3.83 |
| Georges Vézina | Montréal Canadiens   | 24  | 1441 | 13 | 11 | 0 | 99  | 1  | 4.12 |
| Howie Lockhart | Hamilton Tigers      | 24  | 1454 | 6  | 18 | 0 | 132 | 1  | 5.45 |
| Ivan Mitchell  | Toronto St. Patricks | 4   | 240  | 2  | 2  | 0 | 22  | 0  | 5.50 |

## Stanley-kupa rájátszás

### NHL-bajnokság
Az Ottawa és a Toronto között el kellett dönteni, hogy ki kapja az O'Brien-trófeát és ki játszhasson a Stanley-kupáért.
Ottawa Senators vs. Toronto St. Patricks
| Dátum       | Otthon               | Eredmény | Idegenben            | Eredmény | Megjegyzés |
| ----------- | -------------------- | -------- | -------------------- | -------- | ---------- |
| március 10. | Ottawa Senators      | 5        | Toronto St. Patricks | 0        |            |
| március 14. | Toronto St. Patricks | 0        | Ottawa Senators      | 2        |            |

Ottawa nyerte a párharcot 7 gól ellenéban 0-val

### Stanley-kupa
Ottawa Senators vs. Vancouver Millionaires
| Dátum       | Otthon                 | Eredmény | Idegenben              | Eredmény | Megjegyzés |
| ----------- | ---------------------- | -------- | ---------------------- | -------- | ---------- |
| március 21. | Vancouver Millionaires | 2        | Ottawa Senators        | 1        |            |
| március 24. | Ottawa Senators        | 4        | Vancouver Millionaires | 3        |            |
| március 28. | Ottawa Senators        | 3        | Vancouver Millionaires | 2        |            |
| március 31. | Vancouver Millionaires | 3        | Ottawa Senators        | 2        |            |
| április 4.  | Ottawa Senators        | 2        | Vancouver Millionaires | 1        |            |

Ottawa nyerte a Stanley-kupát 3–2-es összesítésben 5 mérkőzésen

### A rájátszás legjobbja
| Játékos    | Csapat          | MSz | G | A | P |
| ---------- | --------------- | --- | - | - | - |
| Cy Denneny | Ottawa Senators | 7   | 4 | 2 | 6 |

## NHL díjak
- O'Brien-trófea – Ottawa Senators